# Stazione di Tofurōminami
La stazione di Tofurōminami (都府楼南駅?, Tofurōminami-eki) è una stazione ferroviaria della città di Dazaifu della prefettura di Fukuoka, in Giappone. La stazione è servita dalla linea principale Kagoshima della JR Kyushu e vede solo la fermata dei treni locali.

## Linee e servizi ferroviari
JR Kyushu
■ Linea principale Kagoshima

## Struttura
La stazione è dotata di due banchine laterali con due binari passanti in superficie. Sono presenti ascensori per l'accesso alle banchine e servizi igienici.
| 1 | ■ Linea principale Kagoshima |  | per Futsukaichi, Tosu e Ōmuta    |
| 2 | ■ Linea principale Kagoshima |  | per Hakata, Akama, Orio e Kokura |

## Stazioni adiacenti
| «                          | Servizio                   | »                          |
| Linea principale Kagoshima | Linea principale Kagoshima | Linea principale Kagoshima |
| -------------------------- | -------------------------- | -------------------------- |
| Mizuki                     | Locale                     | Futsukaichi                |
| Transito                   | Semirapido1                | Transito                   |
| Transito                   | Rapido                     | Transito                   |